# Loviisa
Loviisa (Zweeds: Lovisa) is een gemeente en stad in het Finse landschap Uusimaa.De gemeente heeft een landoppervlakte van 819,81 km² en telt 14.568 inwoners (2022), waarvan de helft in de eigenlijke stad woont. Loviisa is een tweetalige gemeente met Fins als meerderheidstaal (± 60%) en Zweeds als minderheidstaal.
Loviisa ligt aan de Finse Golf, ongeveer halverwege Porvoo en Kotka. De stad werd gesticht nadat Zweden in 1743 de havenstad Hamina aan Rusland had moeten afstaan. De stad heette aanvankelijk Degerby, maar kreeg in 1752 de naam van koningin Louisa Ulrika van Pruisen. In 1764 kwam de zeevesting Svartholm gereed. In 1808 kwam de vesting in Russische handen en in 1855 werd ze tijdens de Krimoorlog door de Britten verwoest. 
De gemeente Loviisa werd in 2010 uitgebreid met de omliggende gemeenten Ruotsinpyhtää, Pernå en Liljendal. Het "nieuwe Loviisa" telt tweemaal zoveel inwoners als het oude. 

## Kerncentrale
Nabij Loviisa is de eerste kerncentrale van Finland gebouwd. In 1977 startte de eerste eenheid, Loviisa 1, de productie, gevolgd in 1980 door Loviisa 2. De centrales zijn gebouwd op basis van Russische technologie, maar zijn nadien gemoderniseerd en de capaciteit is uitgebreid. Medio 2007 heeft de Finse nucleaire toezichthouder bepaald dat de twee centrales tot 2027 en 2030 in productie mogen blijven, mits ze blijven voldoen aan alle veiligheidseisen. De twee centrales hebben elk een opgesteld netto productievermogen van 448 megawatt (MW) en produceerden in 2007 8,1 terawattuur, dat is ongeveer 10% van het totaal in Finland. Het Finse nutsbedrijf Fortum is de eigenaar.

## Zustergemeente
Loviisa onderhoudt sinds 2012 een jumelage met het Hongaarse Paks, waar eveneens een kerncentrale staat.
Askola · Espoo · Hanko · Helsinki · Hyvinkää · Ingå · Järvenpää · Karkkila · Kauniainen · Kerava · Kirkkonummi · Lapinjärvi · Lohja · Loviisa · Myrskylä · Mäntsälä · Nurmijärvi · Pornainen · Porvoo · Pukkila · Raseborg · Sipoo · Siuntio · Tuusula · Vantaa · Vihti
Voormalige gemeenten:
Bromarv · Degerby · Ekenäs · Ekenäs landskommun · Haaka · Huopalahti · Hyvinkään maalaiskunta · Karis · Karjalohja · Kulosaari · Liljendal · Lohjan kunta · Nummi · Nummi-Pusula · Oulunkylä · Pernå · Ruotsinpyhtää · Sammatti · Snappertuna · Tenala